# Telefónica

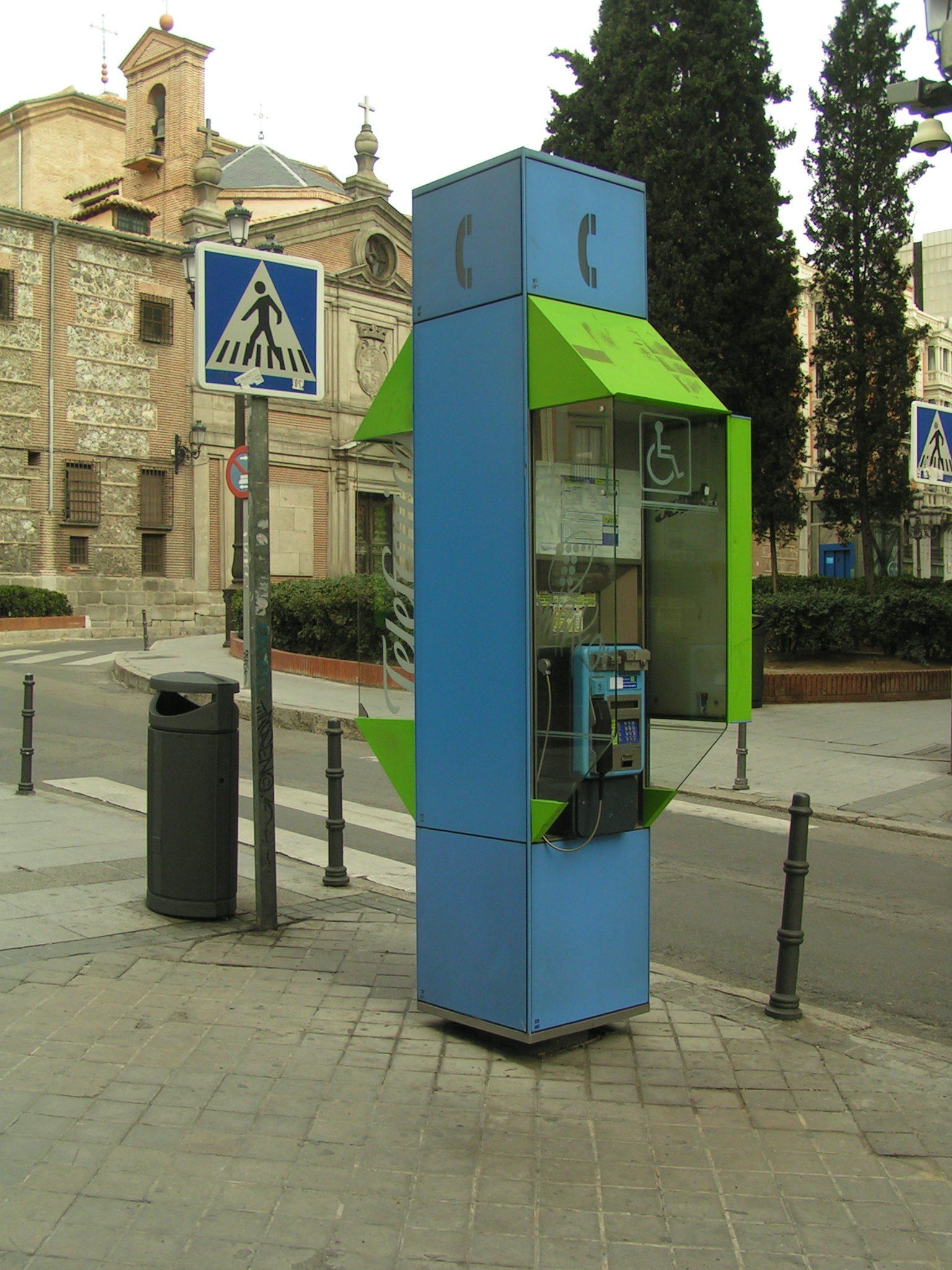
Telefonkiosk tillhörande Telefónica i Madrid.

Telefónica S.A. är ett spanskt telekommunikationsföretag, även verksamt inom underhållning, med huvudkontor i Madrid. Telefónica grundades 1924 och hade 2022 en omsättning på 40 miljarder euro och 104 000 anställda, vilket gör det till ett av världens största telekommunikationsföretag.
Telefónica bedriver sin verksamhet under varumärkena Telefónica, Movistar, O2 och Vivo. Telefónica äger även Endemol. Telefónicas dotterbolag Telefónica Móviles är världens fjärde största mobiltelefonoperatör efter China Mobile, Vodafone och China Unicom.[källa behövs] Telefónica har en stark ställning på mobilmarknaderna i Sydamerika och på den spanska hemmamarknaden.

## Historik
Företaget grundades 1924 under namnet Compañía Telefónica Nacional de España (CTNE) med ITT som en av aktieägarna. Namnet byttes till Telefónica på 1990-talet. 1945 blev spanska staten huvudägare till CTNE med 79,6% av aktierna och 1987 noterades aktien på New York Stock Exchange. 1995 sålde spanska staten en del av sitt aktieinnehav och 1999 blev Telefónica helt privatägt.
Verksamhet inom satellitkommunikation inleddes 1967 och 1989 var CTNE med och startade Hispasat. Under 1990-talet expanderade Telefónica till Sydamerika, till Chile i form av CTC, 1990 till Argentina i form av TASA och 1994 till Peru i form av TdP. 1994 lanserades digital mobiltelefoni i Movistar och 1995 internetoperatören Infovía.
1998 vann Telefónica budgivningen för Telesp i Brasilien, vilket lade grunden för Telefônica Brasil. I ett samarbete med Portugal Telecom startades brasilianska Vivo 2003. Telefónica fortsatte under kommande år att växa genom flera utländska förvärv. 2004 köptes amerikanska BellSouth:s innehav i Latinamerika och 2005 köptes Český Telecom i Tjeckien. 2005 köptes en andel på 5% i China Netcom, som 2008 slogs ihop med China Unicom där Telefónicas ägarandel blev 5,38%. 2006 köptes O2 (med en bakgrund inom British Telecom) och deras verksamheter i Storbritannien, Tyskland och Irland. 2006 erhölls mobillicens i Slovakien, samma år köpte Telefónica 51 procent av Colombia Telecom, 2007 köptes en andel av Telecom Italia som gav 10,47 procent av rösterna i det företaget och 2008 köptes brasilianska Telemig av Vivo. Förvärven fortsatte 2010 med HanseNet i Tyskland, Jajah i Israel och Tuenti i Spanien. 2010 tog Telefónica kontroll över Vivo genom att köpa ut Portugal Telecom från Brasilcel. 2011 erhölls mobillicens i Costa Rica.
2012 inledde Telefónica en period med utförsäljningar, efter många år av förvärv. 2012 såldes 4,56 procent av aktierna i China Unicom och 2016 ytterligare 1,51 procent av aktierna. 2012 såldes en minoritetsandel (cirka 23 procent) av Telefónica Deutschland i en börsintroduktion som var den största på Frankfurtbörsen sedan 2007. 2012 såldes kundtjänst- och outsourcingföretaget Atento till Bain Capital. 2013 såldes 40 procent av Centroamérica, och 2019 såldes återstoden av Telefónicas ägarandel. 2014 såldes Telefónica Czech Republic, Telefónica Ireland och innehavet i Telecom Italia. 2014 köptes mobiloperatören E-Plus i Tyskland, DTS (som drev spanska Canal+) och brasilianska Global Village Telecom (GVT) som köptes av franska Vivendi. 2017 bildades Telxius, ett bolag för telekommunikationsinfrastruktur, och en minoritetsandel såldes till KKR. 2019 såldes ytterligare en andel i Telxius till Pontegadea. 2018 såldes försäkringsbolaget Antares till Grupo Catalana Occidente.